# Orlando Jones
Orlando Jones (Toulminville (Alabama), Alabama, EUA, 10 d'abril de 1968) és un comediant i actor estatunidenc amb una reeixida carrera tant en el vessant humorista com en el d'actor en pel·lícules.

## Biografia
Educat a Carolina del Sud, Orlando Jones descobreix el plaer d'actuar a la universitat de Charleston. Jones crea la seva pròpia productora Homeboy's Productions and Advertising mentre és estudiant. Un turista vingut de Hollywood el fitxa i li permet fer els seus grans inicis.
Comença amb l'escriptura de la sèrie Campus Show, spin-off del Cosby Show. L'any 1995, l'emissió còmica MADtv li permet fer els seus autèntics primers passos com a actor. Després de dues temporades, abandona la sèrie i obté el seu primer paper al cinema a Sour Grapes, el primer film de Larry David, cocreador de la sèrie Seinfeld. A partir d'aquest moment, Jones enllaça els rodatges amb petits papers a Magnolia, Office Space i Liberty Heights l'any 1999. L'any 2000, fa aparicions a les comèdies The Replacements i Bedazzled.
Però és sobretot l'espot publicitari per a 7-up on destaca els beneficis de la beguda gasosa que el faran cèlebre als ulls del públic americà. L'any 2001, comparteix protagonisme amb David Duchovny, Julianne Moore i Seann William Scott a Evolució d'Ivan Reitman. L'any 2003, després haver actuat a Biker Boyz al costat de Laurence Fishburne, anima la seva pròpia emissió The Orlando Jones Show a la cadena americana FX.
Al fil dels anys l'actor continua la seva carrera a la pantalla gran alternant papers consistents (Primeval, Drumline) i menys (House of D, Runaway Jury). La seva última aparició al cinema es remunta a 2009 a The Vampir's Assistant amb John C. Reilly i Salma Hayek. En paral·lel, torna a la televisió fent aparicions més o menys importants a les sèries Ghost Whisperer, Rules of Engagement, Pushing Daisies o Dr House.
L'any 2012 és de retorn a Seconds Apart, un thriller de terror estrenat directament en DVD i a un episodi de la temporada 10 de CSI: Miami. L'any següent apareix al repartiment de l'efímera sèrie How to live with your pares (for the rest of your life). L'any 2013, s'uneix al repartiment de la nova sèrie fantàstica de la FOX, Sleepy Hollow on encarna el capità Frank Irving. El 2016, Jones fa de Mr. Nancy en American Goods (TV).

## Filmografia

### Com a actor

#### Cinema
- 1997: In Harm's Way: Andre
- 1998: Sour Grapes: Digby
- 1998: Woo: Sticky Fingas
- 1999: Waterproof: Natty Battle
- 1999: New Jersey Turnpikes
- 1999: Office Space: Steve
- 1999: Liberty Heights de Barry Levinson: Little Melvin
- 1999: Magnolia de Paul Thomas Anderson: Worm
- 2000: From Dusk Till Dawn 3: The Hangman's Daughter (vídeo): Ezra Traylor
- 2000: The Replacements: Clifford Franklin
- 2000: Chain of Fools: Miss Cocoa
- 2000: Bedazzled: Daniel / Dan / Danny, Esteban, Beach Jock, Lamar Garrett, Dr. Ngegitigegitibaba
- 2001: Doble Take: Daryl Chase
- 2001: Say It Isn't So: Dig McCaffrey
- 2001: Evolució (Evolution): Harry Block
- 2002: La màquina del temps (The Time Machine): Vox
- 2002: Drumline: Dr. Aaron Lee
- 2003: Biker Boyz: Soul Tren
- 2003: Runaway Jury de Gary Fleder: Russell
- 2004: House of D: Superfly
- 2006: Looking for Sunday: Einstein Steinberg
- 2007: I Think I Love My Wife: Nelson (no surt als crèdits)
- 2007: Primeval: Steven Johnson
- 2008: Misconceptions: Terry Price-Owens
- 2009: The Vampir's Assistint: Alexander Ribs
- 2009: Presumpte culpable: Ben Nickerson
- 2011: Seconds Apart: Detectiu Lampkin
- 2012: The Xicago 8: Bobby Seale
- 2013: Enemies Closer: Clay
- 2013: The Adventures of Beatle Boyin: DrVanderark
- 2016: The Devil and the Deep Blue Sea

#### Televisió
- 1992: Herman's Head temporada 1, episodi 23: Policia
- 1992: Campus Show temporada 5, episodi 24 i 25: Troy Douglas
- 1993: Yuletide in the 'hood :(veu)
- 1995 - 1997: MADtv: Diferents papers
- 1998: Els Reis del Texas temporada 2, episodi 16: Kidd Mookie (veu)
- 2003: Girlfriends temporada 3, episodi 16: Dr. Darren Lucas
- 2003: The Bernie Mac Show temporada 2, episodi 22: Max Trotter
- 2003: The Orlando Jones Show: ell mateix
- 2004: Father of the Pride: Snack (veu)
- 2006: The Adventures of Chico and Guapo: Concepcion Rodriguez (veu)
- 2006: The Evidence: Cayman Bishop
- 2006: Everybody Hates Chris, temporada 2 episodi 14: Mr.Newton
- 2006: Men in Trees: temporada 1, episodi 15 i 16: George
- 2007: Men in Trees: temporada 2, episodi 3: George
- 2007: Ghost Whisperer, temporada 3, episodi 7: Casey Edgars
- 2008: Everybody Hates Chris, temporada 4, episodi 3: Clint Huckstable
- 2008: Pushing Daisies, temporada 2, episodi 10: Magnus Olsdatter
- 2008: New Amsterdam, temporada 1, episodi 3: Sergent Harold Wilcox
- 2009: Rules of Engagement , temporada 3, episodi 3;5;7 i 10: Brad
- 2010: Tax Man
- 2011: Identity: Anthony Wareing
- 2011: Dr House, temporada 6, episodi 13: Marcus, el germà de Foreman
- 2011: Necessary Roughness, temporada 1, episodi 8 i 9: Lazarus Rollins
- 2012: CSI: Miami, temporada 10, episodi 6: Lawrence Kingman
- 2013: How to Live with Your Pares (for the Rest of Your Life): Gregg
- 2013-2015: Sleepy Hollow: Capità Frank Irving
- 2015: High School 51
- 2017-: American Gods: Mr Nancy

### Com a guionista
- 2006: The Adventures of Chico and Guapo (sèrie de televisió)

### Com a productor
- 1993: The Sinbad Show (sèrie de televisió)
- 2003: The Orlando Jones Show (sèrie de televisió)